# فیلم آموزشی رستوران خرچنگ
فیلم آموزشی رستوران خرچنگ (به انگلیسی: Krusty Krab Training Video) قسمت دوم از دو بخش قسمت دهم فصل سوم سریال باب اسفنجی شلوار مکعبی است که در تاریخ ۱۰ مه ۲۰۰۲ در ساعت ۱۷:۳۵ دقیقه از شبکه نیکلودئون پخش گردید. اما بخش اول قسمت دهم و فصل سوم، «نقاشان ساختمان» نام دارد. این قسمت را Aron Springer وC.H Greenblatt کارگردانی کرده‌اند و کارگردان انیمیشن آن Frank weiss است. نویسندگان آن همC.H Greenblatt, Aron Springer و Kent Osborne هستند.
این قسمت که در ایران با نام «فیلم آموزشی رستوران خرچنگ» مشهور است، توسط شبکه پرشین تون دوبله و پخش شده‌است.
وبسایت IMDB از ۱۰ به آن نمره ۹/۶ را داده‌است. همچنین مدت زمانش ۱۱ دقیقه و ۲۰ ثانیه است. داستان این قسمت در مورد به وجود آمدن، شکل گرفتن، پر طرفدار شدن، اسرار فرمول سری همبرگر، دشمنان، چگونگی کار و مخصوصاً قوانین کاری رستوران خرچنگ و نحوه برخورد با مشتریانش رابه شکلی طنز برای ما توضیح می‌دهد.

## داستان
1. ↑  Viramontes، Jordan Moreau,Katcy Stephan,David؛ Moreau، Jordan؛ Stephan، Katcy؛ Viramontes، David (۲۰۲۱-۰۷-۰۸). «15 Best 'SpongeBob Squarepants' Episodes, Ranked». Variety (به انگلیسی). دریافت‌شده در ۲۰۲۳-۰۵-۱۲.

این قسمت قسمتی طنز و کمدی است که اصولا زیاد داستانی ندارد. زیرا مرتبا یک راوی در حال روایت آن است. راوی به باب اسفنجی کل داستان اینکه چگونه رستوران خرچنگ به وجود آمد را می گوید.